# Пац, Стефан
Князь Стефан Христофор Пац (пол. Stefan Pac; 1587— 17 ноября 1640) — государственный деятель Речи Посполитой. Подканцлер литовский (с 1635 года), подскарбий великий литовский и дворный (дворца Великого княжества Литовского) (с 1630), референдарий великий литовский (с 1626), писарь великий литовский (с 1615), секретарь короля Сигизмунда III (с 1611), староста брестский, пренский, куршанский, волковысский, бирштонский, кричевский, раканциский, лаваришский, гиперболанский.
Входил в состав сената Речи Посполитой. Хранитель малой государственной печати. Посол (депутат) нескольких сеймов.

## Биография
Происходил из литовского княжеского рода Пацев герба «Гоздава», одного из наиболее влиятельных литовских магнатских родов Речи Посполитой. Старший сын Николая Доминиковича Паца, подкомория брестского, умершего в 1595 году, и Софии Агаты Сапеги (дочери Богдана Павловича Сапеги, воеводы минского). Брат хорунжего великого литовского Самуила Паца и правнук маршалка Великого княжества Литовского Юрия Паца.
Совершил турне по Европе, бывшее обязательной составляющей польского аристократического образования. Слушал лекции в университетах Болоньи, Падуи и Германии.
Участник русско-польской войны 1605—1618 годов, в том числе осады Смоленска в 1610 кода.
В 1624—1625 годах, сопровождая королевича Владислава Ваза в его поездке по Европе (Германия, Брюссель, Нидерланды, Италия и др.), вёл путевой дневник (диариуш). В 1854 году была издана книга путевых заметок Стефана Паца «Картина европейских дворов в начале XVII века» (пол. Obraz dworów europejskich na początku XVII wieku).
Ревностный католик. На его средства был построен кафедральный католический собор Святой Терезы в Вильне, в котором Стефан Пац был похоронен.

## Семья
Был женат на Анне Марцибелле Рудомино-Дусятской (ум. ок. 1643), от брака с которой имел трёх сыновей и двух дочерей:
- Станислав Пац (ум. 1643), дворянин королевский
- Христофор Сигизмунд Пац (1621—1684), хорунжий великий литовский (1646), подканцлер литовский (1656—1658), канцлер великий литовский (1658—1684), эконом гродненский и олыцкий
- Николай Стефан Пац (ум. 1684), дворянин королевский, воевода трокский (1651), каштелян виленский (1670), епископ виленский (1671)
- Софья Пац (в замужестве Ходкевич) (1618—1665), жена с 1636 года каштеляна виленского Яна Казимира Ходкевича (ок. 1616—1660)
- Анна Пац (в замужестве Сапега) (ум. 1652), жена с 1644 года воеводы мстиславского Фредерика Сапеги (ум. 1650).